# Maybach Exelero
Maybach Exelero é um coupé superluxuoso da Maybach, sendo atualmente um dos automóveis mais caros do mundo, com um preço de US$ 8 milhões. Apresentado pela primeira vez em Berlim no ano de 2005, o Maybach Exelero chega a uma velocidade equivalente a 350km/h, e vai de 0 a 100 km em 4,4 segundos. Possui um motor V12 twin-turbo de 700 hp e 5,89 m de comprimento e 2.660 kg.